# Achat sur marge
L'achat sur marge (buying stock on margin en anglais) ou achat à effet de levier est le fait d'acheter des valeurs mobilières à l'aide d'un emprunt bancaire. L'investisseur spécule alors dans le but de rembourser la dette et son intérêt, et si possible de contracter une plus-value. Cette technique permet des gains comme des pertes potentielles plus importants, puisque le nombre de titres détenus est plus élevé. À noter que l'achat de ces titres se fait généralement au travers d'un compte sur marge, les comptes-titres "traditionnels" ne permettant que l'achat au comptant. Ce système est de ce fait risqué puisqu'en cas de perte, l'investisseur devra rembourser la dette et son intérêt avec un argent qu'il n'a plus.
Durant l'entre-deux-guerres, de nombreux Américains ont utilisé cette technique dans le but de gagner beaucoup d'argent rapidement et d'accéder au rêve américain. Pourtant une bulle spéculative se développa et s'amplifia jusqu'à son éclatement le jeudi noir, menant au krach de 1929. Les indices boursiers américains perdirent alors plus de la moitié de leur valeur, menant de nombreux particuliers (qui avaient souvent de faibles revenus et avaient placé toutes leurs économies) ayant adopté l'achat sur marge au surendettement. Ils se retrouvèrent alors dans une situation telle qu'ils ne purent rembourser les banques qui aux États-Unis étaient alors multiples et peu développées, donc fragiles. Cela eut pour conséquence la faillite de nombreuses institutions financières et le suicide de centaines de particuliers et professionnels ruinés.